# Psychotria hosokawae
Psychotria hosokawae är en måreväxtart som beskrevs av Francis Raymond Fosberg. Psychotria hosokawae ingår i släktet Psychotria och familjen måreväxter. Inga underarter finns listade i Catalogue of Life.